# Итало-критская школа
Итало-критская школа — условное название, данное русским историком искусства, византинистом Н. П. Кондаковым, греческим мастерам иконописи и живописным алтарным картинам итальянских художников, работавших в период проторенессанса, в XIII—XIV веках под воздействием византийского искусства. Другие исследователи считают это уникальное явление не школой, а стилевым течением, на том основании, что территориальные границы работы итало-критских мастеров не достаточно ясно определены, третьи — придерживаются термина «критская иконопись», или «искусство Кандии».
После взятия крестоносцами Константинополя в 1204 году византийское искусство испытывало кризис и даже, по мнению П. П. Муратова, полный упадок. Новыми центрами византийской культуры стали Афон, Никея, Трапезунд, Эпир.
Ещё одним центром иконописного искусства стал остров Крит. В XV—XVII веках, в период, когда остров входил во владения Венецианской республики, там работали рядом греческие и итальянские мастера. Один из портовых городов острова — Кандия (в древности греческий Гераклион) имел особое значение. Через этот город в Венецию и другие города Европы везли персидские ковры, дамасскую сталь, турецкие полуфаянсы, сирийские изделия из стекла. Все восточные изделия обобщённо называли Кандианой. Иконописцы именовали себя по-гречески: «кандиотами».
В ходе турецко-венецианской войны (1645—1669) Турция захватила остров Крит, но столица Кандия оказывала сопротивление. Осада Кандии продлилась с 1648 до 1669 года, после чего многие мастера, в том числе иконописцы, переселились в Венецию и далее, на Апеннинский полуостров, хотя ещё некоторое время иконописные мастерские сохранялись на Ионических островах Эгейского моря.
Со временем в иконописи итало-критской школы сложилось своеобразное сочетание византийской иконографии с особенностями искусства итальянского проторенессанса. Иконы итало-критских мастеров заказывали как православные, так и католики. Существовало письмо по выбору: в «греческой манере» (итал. maniera greca) или в «латинской манере» (итал. maniera latina). К характерным чертам ранней итальянской иконописи относится традиционная византийская иконография Богоматери Одигитрии, техника темперы по деревянной доске покрытой левкасом, золотой фон, жёсткая, графичная моделировка складок одежд, золотая ассистка. Итальянские иконы вставляли в деревянный киот — массивную резную золочёную раму с готическим орнаментом либо имитирующую архитектонические обрамления готического стиля.
К живописцам итало-критской школы относят Донато, Катерино и Паоло Венециано. Из этой школы вышли знаменитые художники М. Базаити, А. Виварини, В. Карпаччо, Чима да Конельяно, а также живописцы мастерской братьев Беллини в Венеции, сыгравших ключевую роль в искусстве итальянского Возрождения.
Однако уже в XVI в. живопись этих мастеров, за исключением произведений Беллини, называли пренебрежительно «греческой манерой», а художников «примитивами». Также негативно оценивали «византизирующий стиль» сиенской школы живописи. Позднее, в XIX в. название «примитивы» стали распространять на всё итальянское искусство периода проторенессанса (в настоящее время в этом значении не употребляется). Искусство эллинизированных стран Ближнего и Среднего Востока, сформировавшееся в XIII—XV веках под влиянием Запада, объединили понятием «латинизирующий стиль», а проявление итальянского влияния на искусство стран Центральной и Северной Европы в последующие века — «итальянизирующий стиль». Так завершался плодотворный обмен традициями искусства Востока и Запада.
Искусство живописцев итало-критской школы оказывало и обратное влияние на византийских иконописцев, в частности мастерских Афона, а через православную Сербию — на искусство Моравии и древнерусских иконописцев. Именно это обстоятельство привлекло русских собирателей икон в начале XX века. Так, русский историк Н. П. Лихачёв собрал значительную коллекцию итало-критских икон. В 1913 году собрание Лихачёва приобрёл император Николай II и передал его в Русский музей императора Александра III.

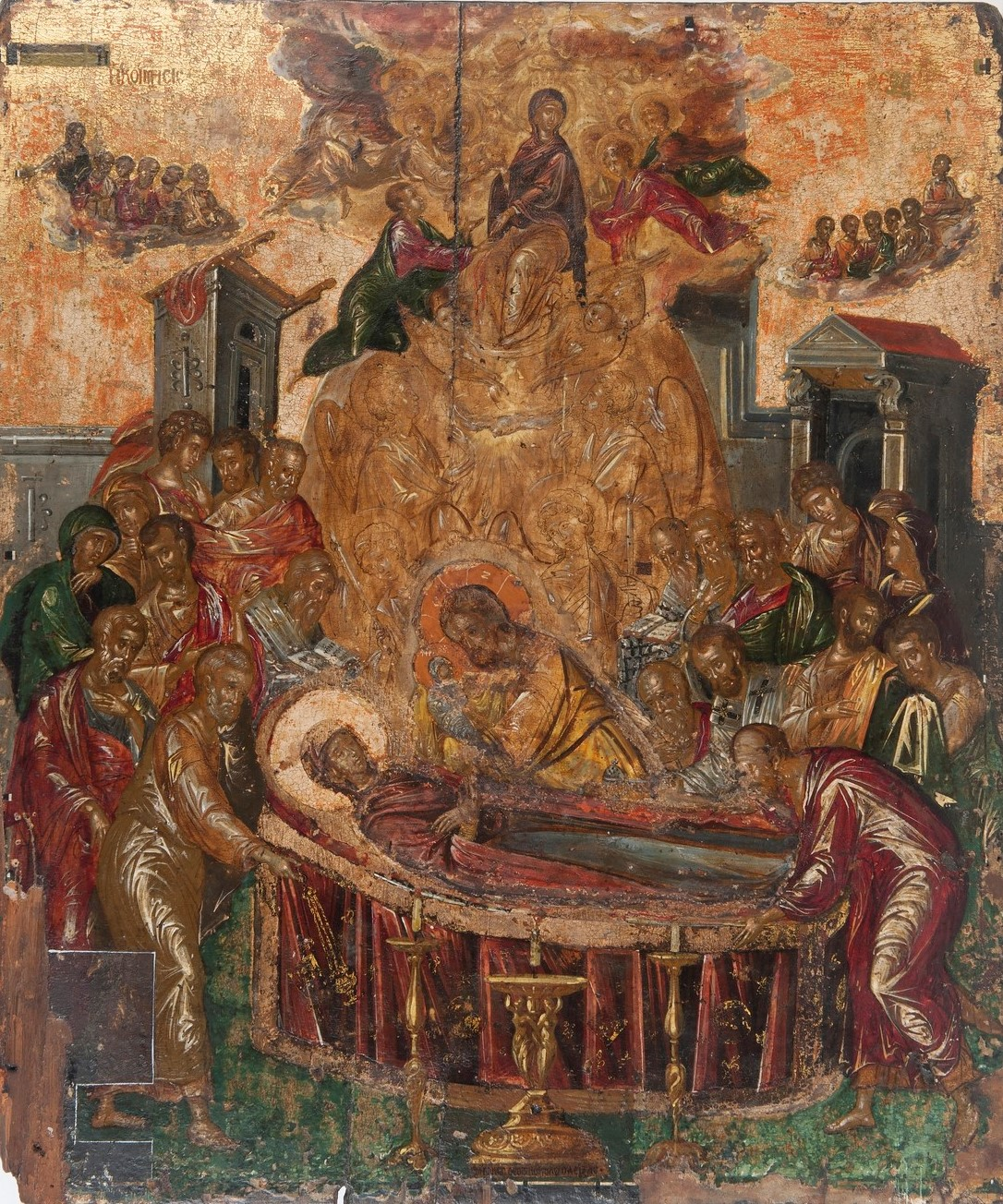
Эль Греко. Успение Богородицы
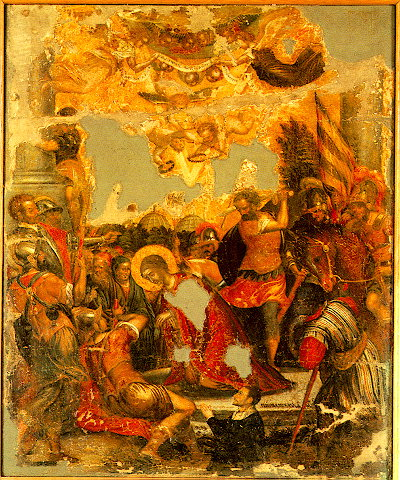
Михаил Дамаскин. Мученичество святой Параскевы
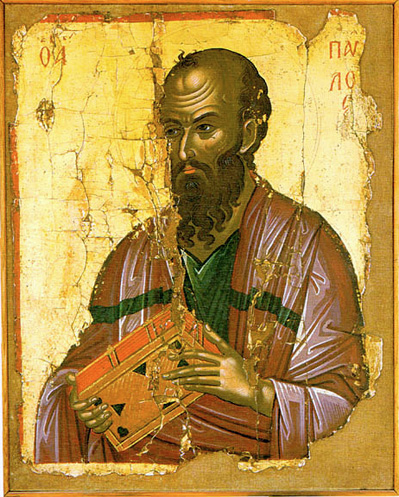
Феофан Критский. Апостол Павел

## Известные мастера иконописи итало-критской школы
- Феофан Критский
- Михаил Дамаскин
- Эль Греко
- Эммануил Тзанес
- Теодор Пулакис